# Josep Poca i Gaya
Josep Poca i Gaya (l'Espluga Calba, 16 de setembre de 1940 - Bonastre, 28 de juliol de 2020) va ser un sacerdot, escriptor i polític català.
Va estudiar Humanitats al Seminari Pontifici de Tarragona, i Filosofia i Teologia a la Universitat Pontifícia de Salamanca. L'any 1964 va ser ordenat capellà i va exercir durant sis anys en diverses parròquies de la diòcesi de Tarragona com Alforja, El Vendrell i Conesa. Va deixar el sacerdoci per casar-se amb Maria Àngela Dias. Va treballar en el camp editorial, com a corrector d'estil, a Ariel Edicions (1969-1975), Editorial Crítica (1976-1979), Seix Barral (1982-1983) i Editorial Empúries (1984-1988). Posteriorment, va entrar en el camp polític com a Delegat del Departament de Benestar Social a les comarques de Tarragona (1988-1992) i més tard va ser assessor del Gabinet de Presidència del Parlament de Catalunya (2000-2003) i de la Vicepresidència de la Generalitat (2004-2006).
Com a escriptor, va publicar centenars d'articles de caràcter sociopolític a la premsa catalana (entre altres a Avui, El Punt, diari Ara, Diari de Tarragona, La Mañana i Diari del Baix Penedès). Com a curador, va editar sis volums dels dietaris de Maurici Serrahima i va col·laborar amb l'historiador Josep Benet i Morell en les seves darreres publicacions. També va tenir cura de la publicació del llibre del seu oncle, Joan Pons Garlandí. Fou coautor, amb Albert Manent, del Diccionari de pseudònims usats a Catalunya i a l'emigració. El 2015 va publicar les seves memòries: Un capellà gens clerical, un polític poc polític.

## Obres
- Poca i Gaya, Josep. Com a casa, res: reflexions des de "La caseta i l'hortet".  Barcelona: El Llamp, 1986.
- Poca i Gaya, Josep. No gos mesell: en defensa de la identitat.  Barcelona: Mediterrània, 1994. ISBN 84-885-9127-6.
- Poca i Gaya, Josep. Institut Pere Mata. Cent anys d'història (1896-1996).  Reus: Institut Pere Mata, 1996. ISBN 848757419X.
- Poca i Gaya, Josep. Vida vendrellenca: els darrers anys del mil·lenni.  El Vendrell: Al Vent, 2000.
- Pons Garlandí, Joan. Josep Poca i Gaya. Un republicà enmig de faistes.  Barcelona: Edicions 62, 12-2-2008. ISBN 978-84-297-6070-5. (com a curador)
- Poca i Gaya, Josep. Un capellà gens clerical, un polític poc polític: memòries.  Barcelona: Publicacions de l'Abadia de Montserrat, 2015. ISBN 978-84-988-3741-4.
- Poca i Gaya, Josep. Guerra civil i postguerra a l'Espluga Calba.  L'Espluga Calba: l'autor, 2015.
- Josep Poca i Gaya. L'Espluga Calba: cent anys en imatges.  Bonastre: Al Vent, 2017. (com a editor)